# 愛知淑徳大学
愛知淑徳大学（あいちしゅくとくだいがく、英語: Aichi Shukutoku University、公用語表記: 愛知淑徳大学）は、愛知県長久手市片平2丁目9番地に本部を置く日本の私立大学。1905年創立、1975年大学設置。淑徳大学（千葉県千葉市）などを運営する学校法人大乗淑徳学園とは無関係。

## 概観

### 大学全体
学校法人愛知淑徳学園が運営する女子大学として1975年に設置されたが、開学20周年の1995年より男女共学化した。通称は淑徳、淑徳大、愛知淑徳。
設立当初は文学部のみの単科大学だったが、共学化をきっかけとして学部の増設・改組を図り、現在2つのキャンパスに12学部14学科・大学院6研究科を擁する、東海地方有数の総合大学となった。
財団法人大学基準協会による大学評価（相互評価ならびに認証評価）を受け大学基準に適合していると認定されている。（認定期間2031年3月31日まで）

### 共学化の反響
共学化が明るみに出た1994年当時は東海地方で名門女子大学としての知名度があった事から、共学化は大スクープとして東海地方の有力紙中日新聞の1面トップで「愛知淑徳大男女共学に」との見出しで報道された。

### 大学群
女子大時代の名残りから東海3県(愛知県・岐阜県・三重県)における私立大学の中で椙山女学園大学・金城学院大学と並び、お嬢様大学として"女子大御三家"、"SSK"(淑徳・椙山女学園・金城学院の頭文字から)と称される事がある。

### 建学の精神
教育目標
- 『10年、20年先に役立つ人材の育成』

### 理念
- 『違いを共に生きる[4]』

### 沿革
- 1905年 愛知淑徳女学校認可、設立
- 1961年 愛知淑徳短期大学開学
- 1975年 愛知淑徳大学開学。文学部国文学科、英文学科を設置
- 1976年 3号棟竣工。第1回淑大祭（大学祭）開催
- 1978年 緑風館（食堂）竣工
- 1979年 図書館竣工。淑楓会（同窓会）発足
- 1981年 体育館竣工
- 1984年 大学総合グラウンド竣工
- 1985年 文学部に図書館情報学科を設置
- 1987年 図書館棟増築竣工
- 1989年 大学院文学研究科国文学専攻、英文学専攻、図書館情報学専攻の修士課程設置。大学院が男女共学として開設される
- 1991年 文学部にコミュニケーション学科を、大学院文学研究科に国文学専攻、英文学専攻、図書館情報学専攻の博士課程を設置。6号棟竣工
- 1992年 留学生別科を設置。エクステンションセンターを開設。エクステンションセンターホール竣工（現：5号棟）

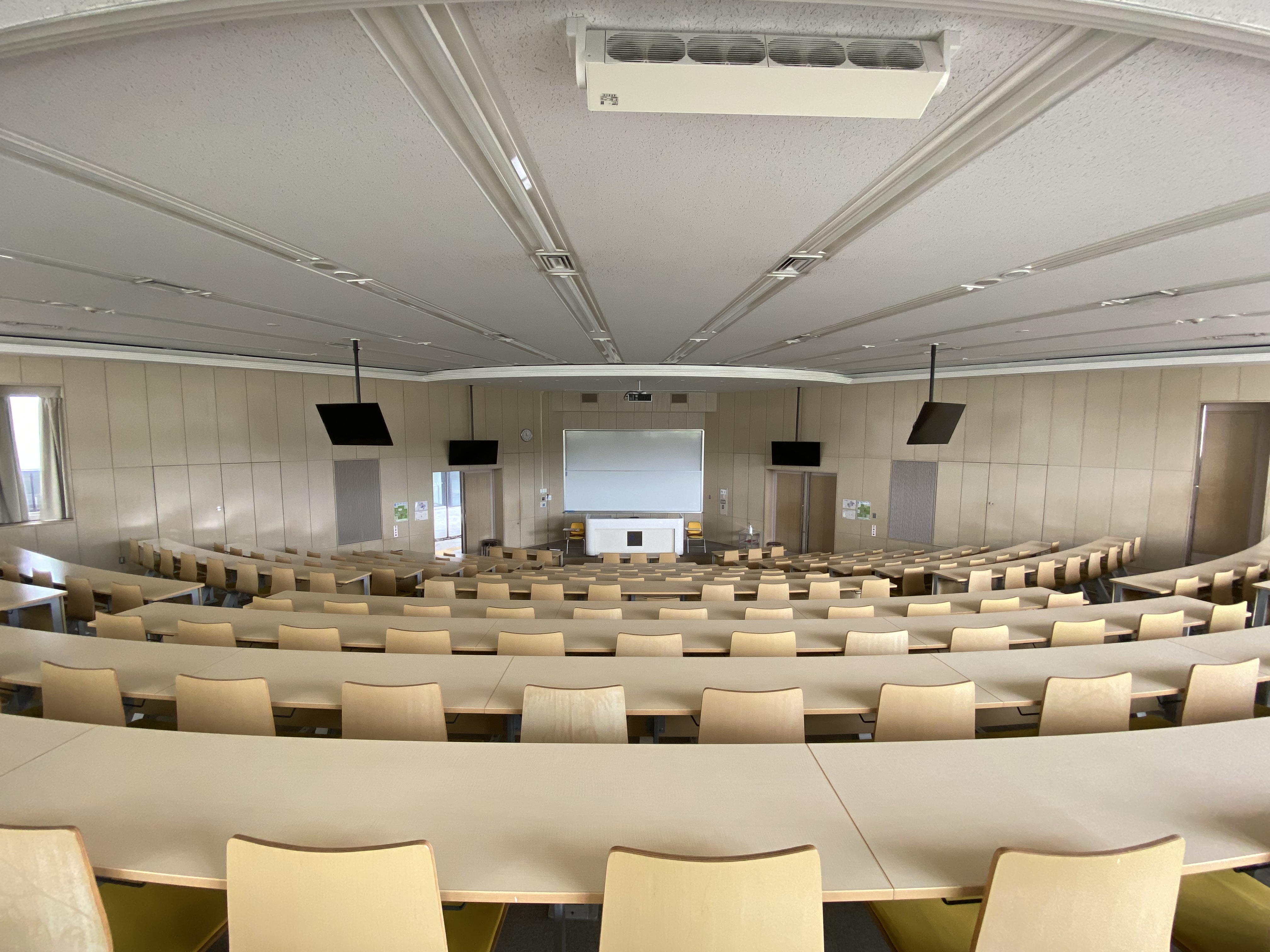
5号棟

- 1994年 1995年度から男女共学体制移行を発表。国際交流会館を開設
- 1995年 大学が男女共学体制へ移行。現代社会学部現代社会学科、大学院コミュニケーション研究科人間コミュニケーション専攻、異文化コミュニケーション専攻の修士課程を設置。7号棟竣工。研究棟竣工。創立90周年・大学20周年記念祝賀会を挙行
- 1998年 大学院コミュニケーション研究科人間コミュニケーション専攻、異文化コミュニケーション専攻の博士後期課程設置
- 1999年 大学院現代社会研究科現代社会専攻修士課程設置
- 2000年 コミュニケーション学部コミュニケーション心理学科、ビジネスコミュニケーション学科、言語コミュニケーション学科設置。文化創造学部文化創造学科（表現文化専攻・多元文化専攻・環境文化専攻）設置。8号棟竣工。淑楓館（同窓会事務室・クラブ室）竣工。文学部コミュニケーション学科を募集停止。愛知淑徳短期大学募集停止

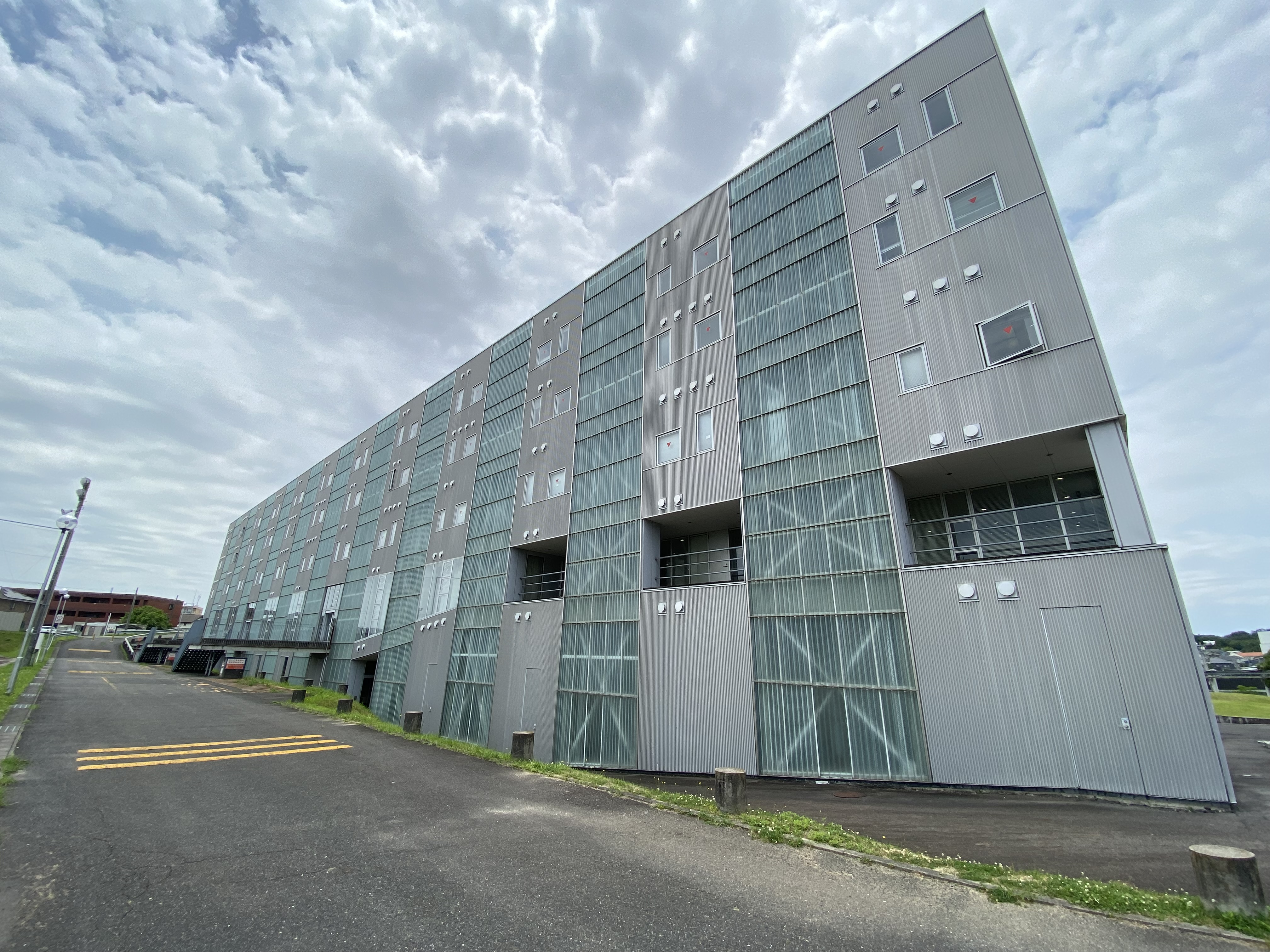
8号棟

- 2001年 愛知淑徳大学大学院コミュニケーション研究科の人間コミュニケーション専攻を心理学専攻に名称変更
- 2002年 愛知淑徳短期大学を廃止。大学院現代社会研究科現代社会専攻博士後期課程設置
- 2004年 ビジネス学部ビジネス学科開設。医療福祉学部福祉貢献学科、医療貢献学科（言語聴覚学専攻・視覚科学専攻）開設。星が丘キャンパス1号館竣工。長久手キャンパス9号棟竣工。医療福祉学部医療貢献学科の言語聴覚学専攻が「言語聴覚士学校」に指定。医療福祉学部医療貢献学科の視覚科学専攻が「視能訓練士学校」指定。大学院文化創造研究科創造表現専攻、国際交流専攻の修士課程を設置。コミュニケーション学部のビジネスコミュニケーション学科を募集停止。文化創造学部文化創造学科の環境文化専攻を募集停止。
- 2005年 大学院ビジネス研究科ビジネス専攻博士前期課程・博士後期課程設置。大学院コミュニケーション研究科の異文化コミュニケーション専攻を言語コミュニケーション専攻に名称変更
- 2006年 大学院医療福祉研究科ソーシャルサービス専攻、コミュニケーション障害学専攻修士課程設置。文学部のコミュニケーション学科廃止。大学院コミュニケーション研究科文化コミュニケーション専攻を廃止。愛知淑徳大学クリニック開院。CCC（コミュニティ・コラボレーションセンター）設置
- 2007年 文学部に教育学科を設置。大学院ビジネス研究科会計専門職専攻専門職学位課程設置
- 2008年 大学院を改組（文学研究科文学専攻博士前期課程・博士後期課程設置。グローバルカルチャー・コミュニケーション研究科グローバルカルチャー・コミュニケーション専攻博士前期課程・博士後期課程設置。コミュニケーション研究科を心理学研究科に名称変更）。医療福祉研究科ソーシャルサービス専攻、コミュニケーション障害学専攻博士後期課程設置。10号棟竣工。大学院文学研究科国文学専攻、英文学専攻、図書館情報学専攻、コミュニケーション研究科心理学専攻、言語コミュニケーション専攻、文化創造研究科国際交流専攻募集停止。コミュニケーション学部ビジネスコミュニケーション学科廃止。文化創造学部文化創造学科環境文化専攻廃止

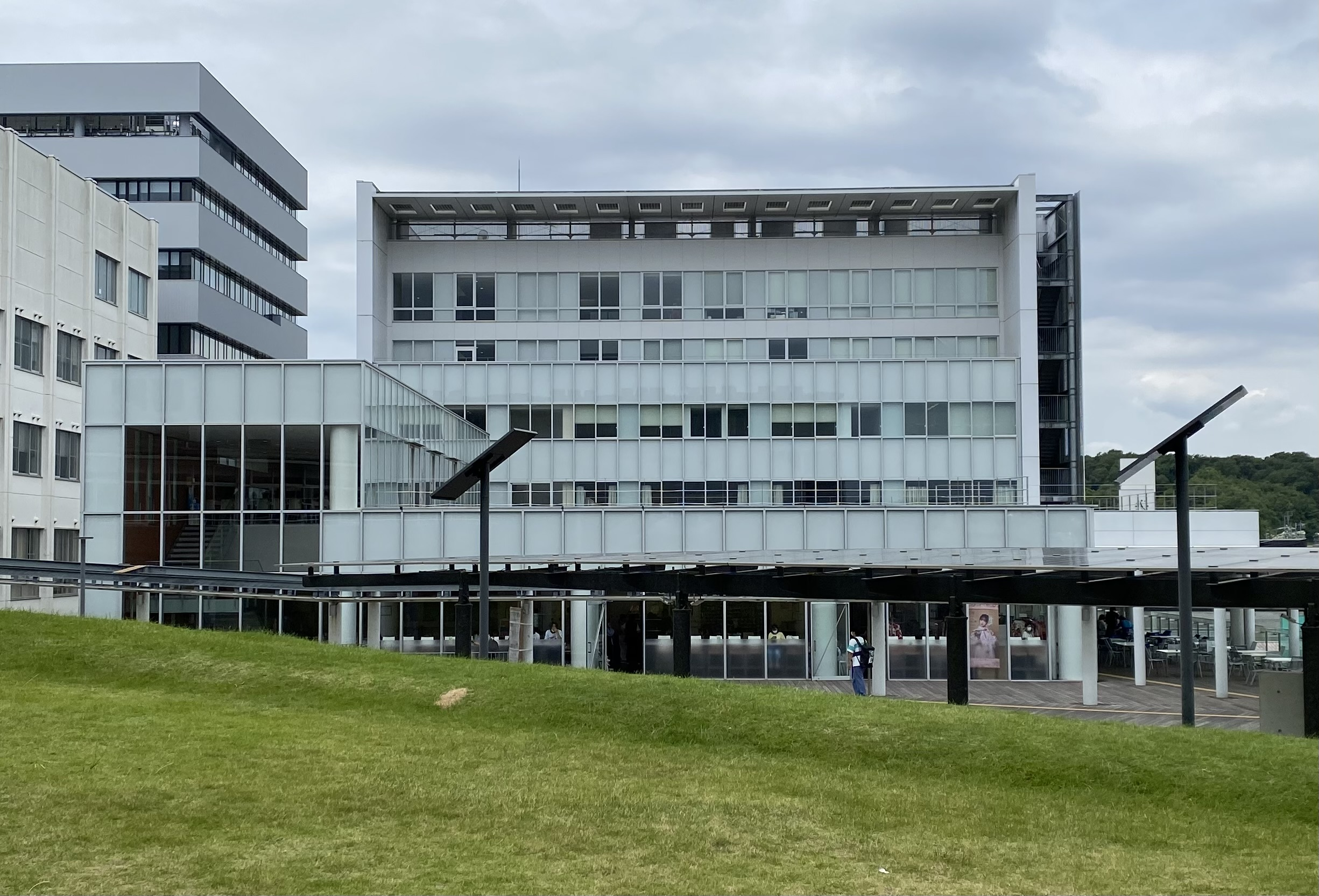
10号棟

- 2009年 大学院文学研究科英文学専攻廃止。コミュニケーション研究科心理学専攻廃止。文化創造研究科国際交流専攻廃止。財団法人大学基準協会による大学評価（相互評価ならびに認証評価）を受け大学基準に適合していると認定される。
- 2010年 人間情報学部人間情報学科を設置。コミュニケーション学部コミュニケーション心理学科を心理学部心理学科に名称変更。メディアプロデュース学部メディアプロデュース学科を設置。健康医療科学部医療貢献学科（言語聴覚学専攻・視覚科学専攻）、スポーツ・健康医科学科設置。福祉貢献学部福祉貢献学科（社会福祉専攻・子ども福祉専攻）設置。文化交流学部文化交流学科設置。大学院教育学研究科発達教育専攻修士課程設置。文学部図書館情報学科、現代社会学部現代社会学科、コミュニケーション学部コミュニケーション心理学科募集停止。長久手11号棟竣工。星が丘5号館竣工。職場内保育室設置。

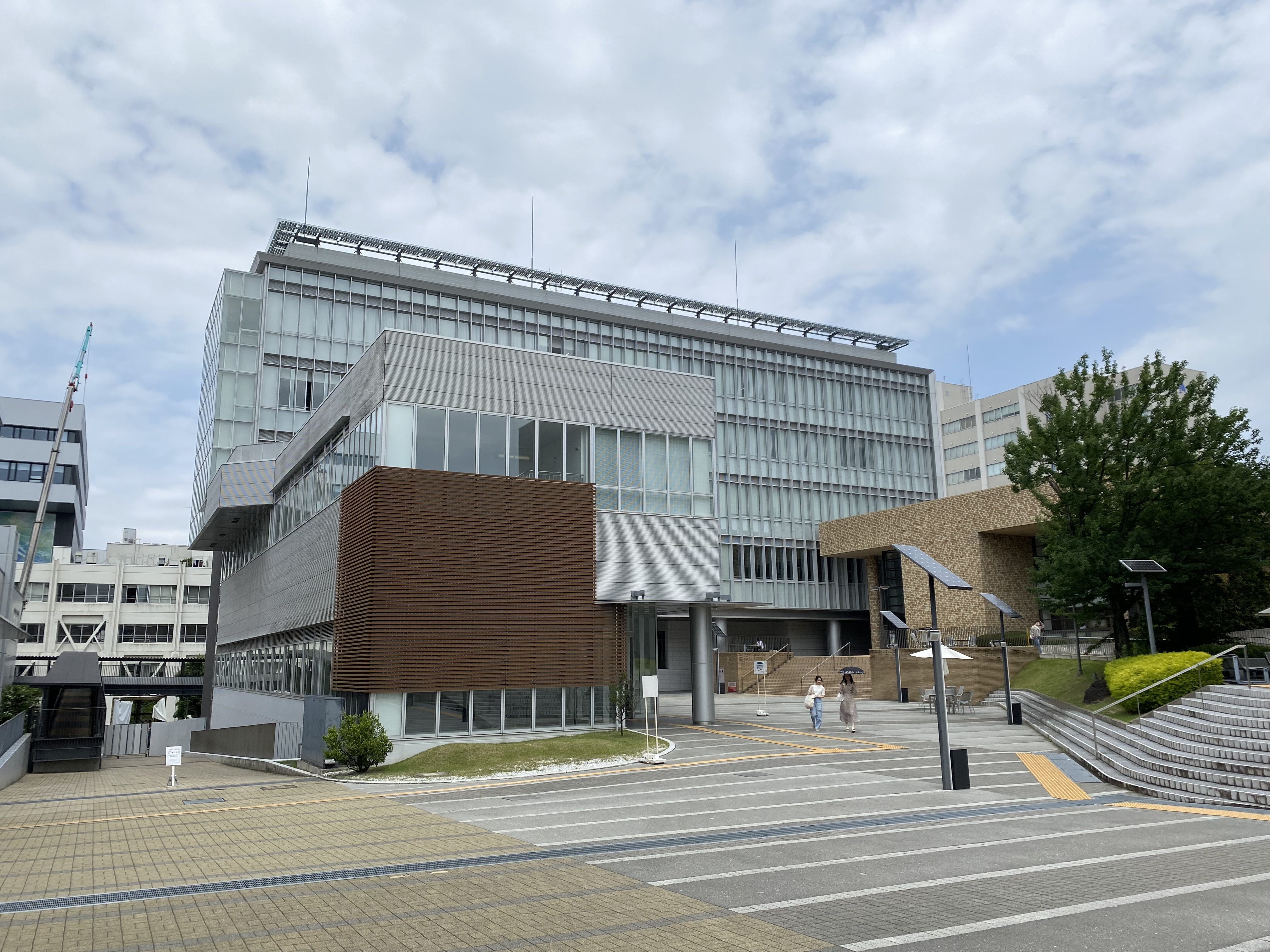
長久手11号棟

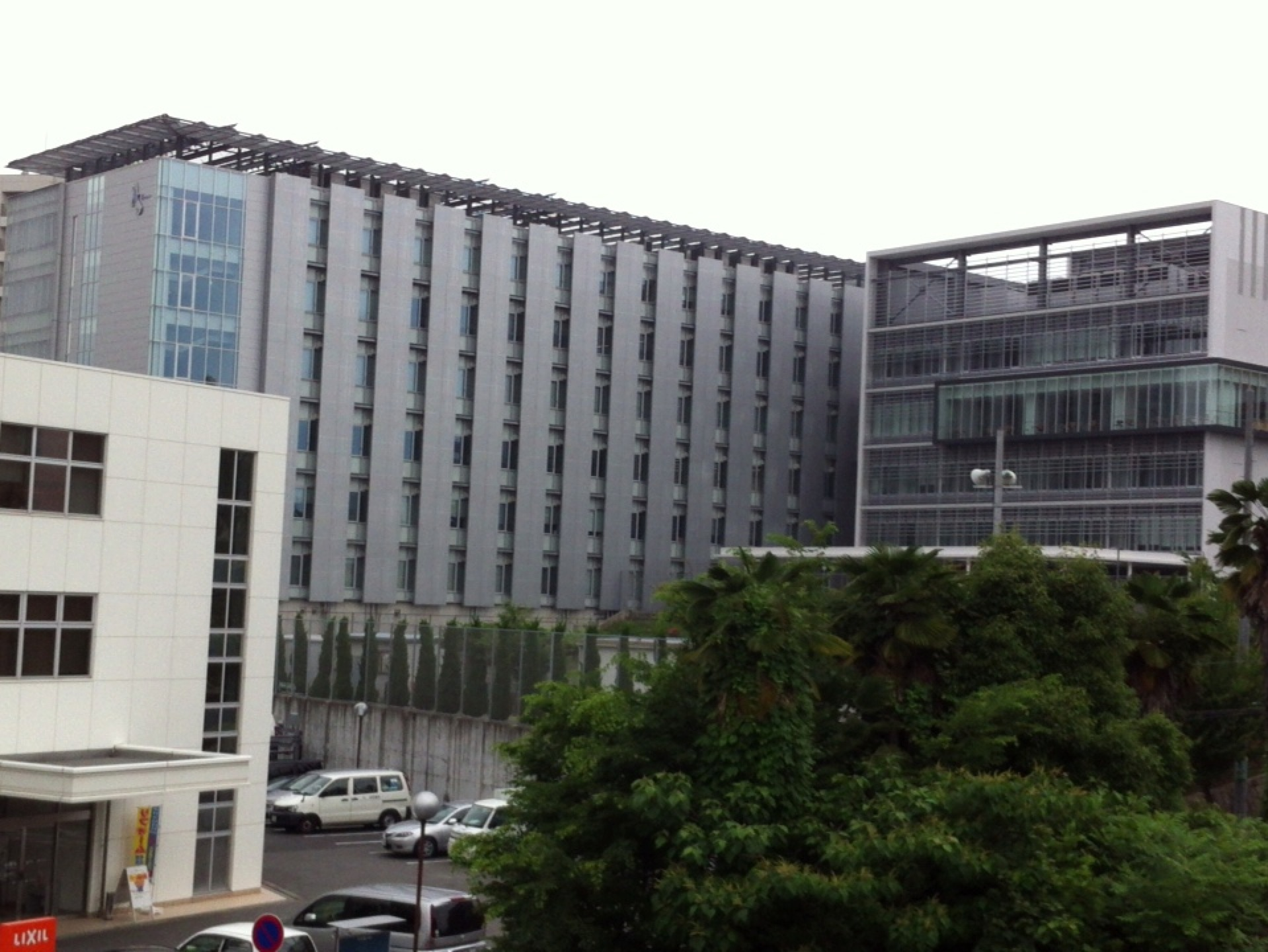
星が丘5号館(右側。左側は1号館)

- 2011年 大学院ビジネス研究科会計専門職専攻専門職学位課程を募集停止、廃止。大学院文学研究科国文学専攻、コミュニケーション研究科言語コミュニケーション専攻を廃止
- 2013年 大学院文化創造研究科文化創造専攻、大学院心理医療科学研究科心理医療科学専攻の博士前期課程・博士後期課程を設置。長久手キャンパスに健康・医療・教育センター（AHSMEC/アースメック）設置。国際交流会館が長久手キャンパス内へ移転。新職場内保育室（AS保育室）完成。大学院文学研究科文学専攻、現代社会研究科現代社会専攻、心理学研究科心理学専攻の博士課程を募集停止。医療福祉研究科ソーシャルサービス専攻、コミュニケーション障害学専攻の博士課程、文化創造研究科創造表現専攻修士課程を募集停止、廃止

　入試志願者が初めて16,000人を超える(16,283人)。
- 2014年 大学院心理学研究科心理学専攻博士課程を廃止
- 2016年 グローバル・コミュニケーション学部グローバル・コミュニケーション学科設置。メディアプロデュース学部メディアプロデュース学科を創造表現学部創造表現学科（創作表現専攻・メディアプロデュース専攻・建築・インテリアデザイン専攻）に名称変更。文学部図書館情報学科、コミュニケーション学部言語コミュニケーション学科、医療福祉学部福祉貢献学科、医療貢献学科（言語聴覚学専攻・視覚科学専攻）を廃止。長久手キャンパスに屋内温水プール竣工
- 2017年 健康医療科学部に健康栄養学科設置。「管理栄養士および栄養士養成施設」に認可、指定。健康医療科学部健康栄養学科が「食品衛生管理者および食品衛生監視員養成施設」に認可、登録。文化創造学部文化創造学科（表現文化専攻・多元文化専攻）、大学院文学研究科文学専攻博士課程、現代社会研究科現代社会専攻博士課程を廃止
- 2018年 文学部に総合英語学科を設置。ビジネス学部ビジネス学科をグローバルビジネス専攻・現代ビジネス専攻の2専攻制に改組。文学部英文学科を募集停止。現代社会学部現代社会学科、コミュニケーション学部コミュニケーション心理学科を廃止。
- 2019年 文化交流学部文化交流学科をランゲージ専攻・国際交流・観光専攻の2専攻制に改組。留学生別科を長久手キャンパスから星ヶ丘キャンパスへ移転。入試志願者が20,000人を超え、過去最高を記録する(21,264人)

- 2021年 健康医療科学部スポーツ・健康医科学科をスポーツ・健康科学専攻と救急救命学専攻の2専攻制に改組。

- 2023年 人間情報学部人間情報学科を感性工学専攻とデータサイエンス専攻に改組。新1号棟竣工。13号棟(愛知淑徳大学クリニック)竣工。
- 2024年 食健康科学部（健康栄養学科・食創造科学科）を設置。
- 2025年 教育学部教育学科と建築学部建築学科を設置。建築ANNEX棟竣工。

## 基礎データ

### 所在地
- 長久手キャンパス（愛知県長久手市片平2丁目9）
- 星が丘キャンパス（愛知県名古屋市千種区桜が丘23）
- 藤岡グランド（愛知県豊田市上渡合町萩平）

### 学生数
- 大学学生数 8,443人

(長久手キャンパス5,946人・星が丘キャンパス2,497人)
- 大学院生数 59人
- 合計数 8,502人

（注）2023年5月1日現在

### 象徴
- コミュニケーションマーク
  - 『AS』　「A」は剛健質実、「S」は謙譲優雅を意味している。

### 校歌
- 大学歌
  - 青春無限（作詞：柏木義雄　作曲：北爪道夫）
- 応援歌
  - FIGHT!AS（原詞：久保朝孝　作曲：小高直樹）
  - A.S.SPIRIT（原詞：窪田守弘　作曲：渡辺康）
- キャンパスソング
  - ASUNOKAZE（原詞：山田裕子　作曲：浅田浩美　補作曲・編曲：小高直樹）

## 教育および研究

### 学部
- 文学部
  - 国文学科
  - 総合英語学科（2025年4月学生募集停止）
  - 教育学科（2025年4月学生募集停止）
- 人間情報学部
  - 人間情報学科
    - 感性工学専攻
    - データサイエンス専攻
    - 情報システム専修(募集停止)
      - システム制作コース
      - 図書館情報学コース

    - 情報デザイン専修(募集停止)
      - ユニバーサルデザインコース
      - クリエイティブデザインコース

    - 心理情報専修(募集停止)
      - 心理情報コース
- 心理学部
  - 心理学科
    - 生理・認知心理学領域
    - 社会心理学領域
    - 発達心理学領域
    - 臨床心理学領域
- 創造表現学部
  - 創造表現学科
    - 創作表現専攻
    - メディア・プロデュース専攻
    - 建築・インテリアデザイン専攻
- 健康医療科学部
  - 医療貢献学科
    - 言語聴覚学専攻
    - 視覚科学専攻

  - スポーツ・健康医科学科
  - 健康栄養学科（2024年4月食健康科学部へ移転）
- 福祉貢献学部
  - 福祉貢献学科
    - 社会福祉専攻
    - 子ども福祉専攻
- 交流文化学部
  - 交流文化学科
    - ランゲージ専攻
    - 国際交流・観光専攻
- ビジネス学部
  - ビジネス学科
    - 現代ビジネス専攻
    - グローバルビジネス専攻
- グローバル・コミュニケーション学部
  - グローバル・コミュニケーション学科
- 食健康科学部（2024年4月開設）
  - 健康栄養学科
  - 食創造科学科
- 建築学部（2025年4月開設）
  - 建築学科
    - 建築・まちづくり専攻
    - 住居・インテリアデザイン専攻
- 教育学部（2025年4月開設予定）
  - 教育学科
    - 学校教育コース
    - 英語教育コース
    - 特別支援教育コース

以前に存在した学部学科
- 文学部
  - 英文学科
  - 図書館情報学科
  - コミュニケーション学科
- 現代社会学部
  - 現代社会学科
- コミュニケーション学部
  - コミュニケーション心理学科
  - ビジネスコミュニケーション学科
  - 言語コミュニケーション学科
- 文化創造学部
  - 文化創造学科
    - 表現文化専攻
    - 多元文化専攻
    - 環境文化専攻
- 医療福祉学部
  - 福祉貢献学科
  - 医療貢献学科
    - 言語聴覚学専攻
    - 視覚科学専攻
- メディアプロデュース学部（創造表現学部に名称変更）
  - メディアプロデュース学科（創造表現学科に名称変更）

### 大学院
- 文化創造研究科
  - 文化創造専攻（博士課程）
    - 国文学領域→（2019年度以降）国文学専修
    - クリエイティブライティング領域→（2019年度以降）創作表現専修
    - 図書館情報学領域→（2019年度以降）図書館情報学専修
    - 都市環境デザイン領域→（2019年度以降）建築・インテリアデザイン専修
    - （2019年度新設）情報デザイン・システム専修
    - （2019年度新設）メディアプロデュース専修
- 教育学研究科
  - 発達教育専攻（修士課程）
- 心理医療科学研究科
  - 心理医療科学専攻（博士課程）
- グローバルカルチャー・コミュニケーション研究科
  - グローバルカルチャー・コミュニケーション専攻（博士課程）
    - 言語文化コース
    - 交流文化コース
- ビジネス研究科
  - ビジネス専攻（博士課程）
- 健康栄養科学研究科
  - 健康栄養科学専攻（修士課程）

### 別科
- 留学生別科

### 教育
学部教育
- 複数専攻制度
- 複数学位取得制度
- 学部大学院5年修了プログラム
- 全学部・学年問わず英語教育に力を入れており、2005年度に文部科学省「現代的教育ニーズ取組支援プログラム」（現代GP）に選定された。

留学
- 短期研修制度
  - 夏・冬休みを利用して語学や文化、文学等の研究をする短期研修プログラム。
- 交換留学制度
  - 学内選考により交換留学生の認定を受け、提携校へ派遣される制度。60単位まで単位認定され、留学による卒業延期が無く派遣先での授業料は免除される。
- 単位取得留学制度
  - 提携校以外の大学で単位取得を目的とする学生を対象にした制度。休学せずに自分の選んだ大学に留学することが出来る。

資格
- 国家資格の基本情報技術者試験（FE）の午前の部の免除制度の認定校になっている[5][6]。

### 附属機関
- 図書館

- 会計教育センター
- 国際交流センター
- コミュニティ・コラボレーションセンター
- キャリアセンター
- 国際交流会館 (I-House)
- 情報教育センター
- 健康スポーツ教育センター
- 心理臨床相談室
- 学生相談室
- ダイバーシティ共生センター（ジェンダー・女性学研究所より改組）
- 愛知淑徳大学クリニック
- 愛知淑徳大学 健康・医療・教育センター（AHSMEC／アースメック）
- AS保育室
- 淑友館

## 学生生活

### クラブ活動
長久手キャンパス
- 運動系クラブ
  - 31団体が活動している。

- 文化系クラブ
  - 25団体が活動している。

- 同好会
  - 19団体が活動している。

星が丘キャンパス
- 運動系クラブ

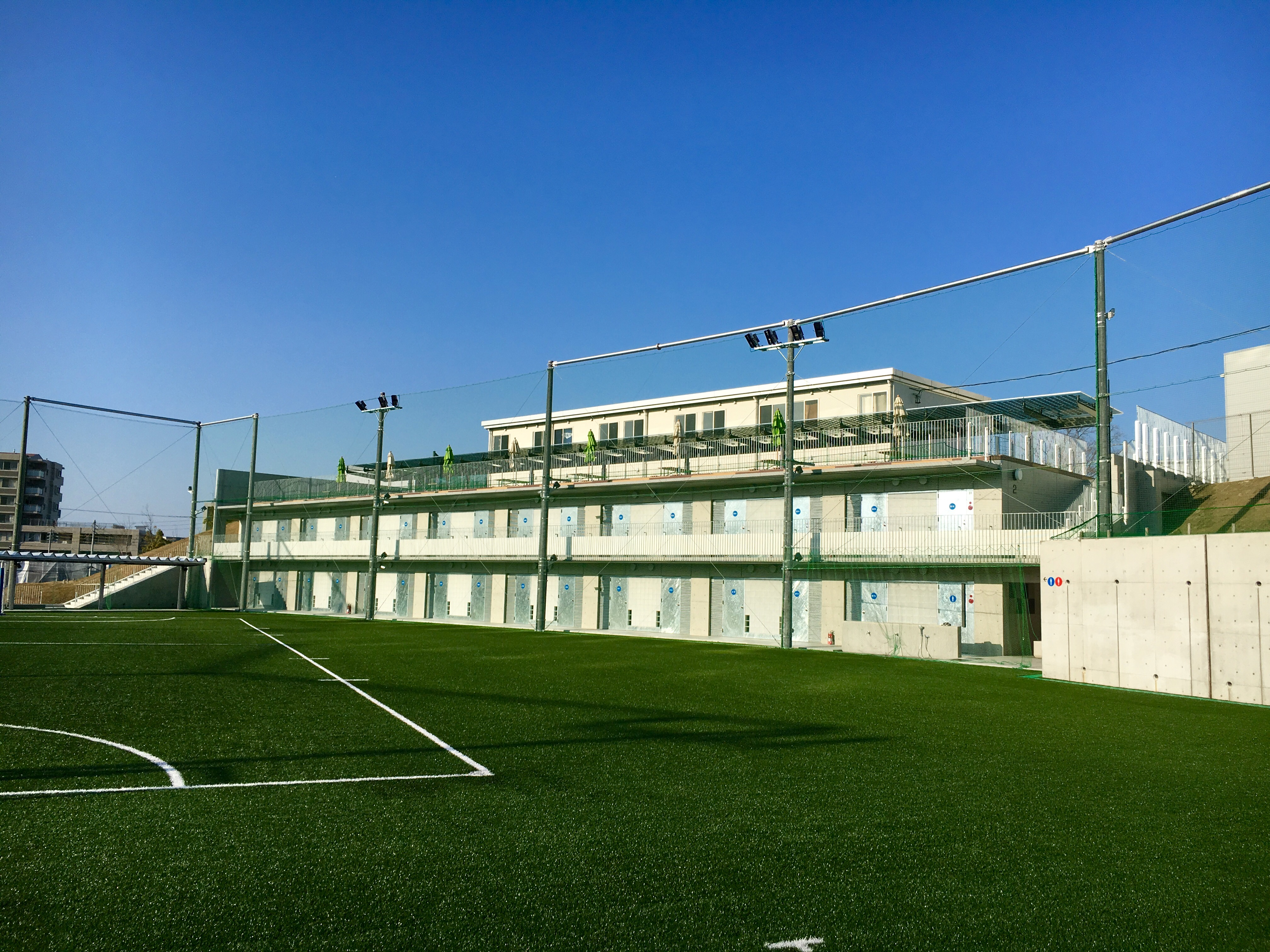
長久手キャンパス　クラブ棟及びクラブ棟B （手前は多目的運動場）

  - 剣道部、チアリーディング部、よさこい探究会「鳴踊」の3団体が活動している。

- 文化系クラブ
  - ASUGAN、演劇研究会「月とカニ」、TRPG サークル“CUBE”、Movie Produce、星ヶ丘軽音楽部、☆キャンウィンドアンサンブルの6団体が活動している。

- 同好会
  - 5団体が活動している。(L.M.C.、げんしけん等)

各キャンパス
- 大学祭実行委員会

### 大学祭
「淑楓祭（しゅくふうさい）」と称し、1976年から長久手キャンパスで開催。当初数年間は「淑大祭」となっていた。愛知淑徳短期大学の廃止に伴い、四年制大学として星が丘キャンパスが加わった現在は、両キャンパスで同日開催されている。星が丘キャンパスでは当初、長久手キャンパスとの差別化を図るため「きらめき祭」（2004年 - 2010年）という名称を使用していた時期があった。2020年は新型コロナウイルスの影響により、史上初のオンライン開催となった。
- 過去の来場者数推移（長久手キャンパス）[9]

| 開催年 | 来場者数         | テーマ                  |
| ------ | ---------------- | ----------------------- |
| 2020年 | (オンライン開催) | 彩（いろどり）          |
| 2019年 | 14,000           | ◯(まる)〜つながりの輪〜 |
| 2018年 | 18,745           | Magic                   |
| 2017年 | 11,939           | 華                      |
| 2016年 | 22,124           | COLOR                   |
| 2015年 | 19,199           | PUZZLE                  |
| 2014年 | 18,325           | Ｚ∞(ZOO)                |
| 2013年 | 19,638           | Waaaaa!!!               |
| 2012年 | 18,517           | TOY BOX                 |
| 2011年 | 21,510           | HEAR+                   |
| 2010年 | 15,508           | ワンダーランド          |

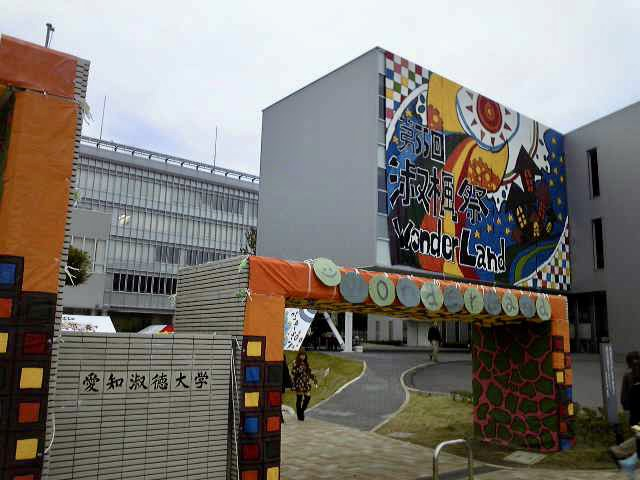
2010年の淑楓祭(長久手キャンパス)

2005年まで来場者数は4,000〜7,000人で推移していたが、長久手キャンパス周辺の宅地開発の進行による人口増加や、学部増設による学生数の大幅な増加と男女共学化の浸透によるクラブ活動の活発化、他の大学祭に先駆けて、ステージのライブ中継・花火と映像のコラボレーション等の企画を行なった事などが功を奏し、来場者は2006年に初めて10,000人を超え、現在は11,000〜20,000人前後となっている。なお、星が丘キャンパスは2011年に来場者11,000人を記録。2017年は台風の影響で2,987人。2019年は3,876人だった。

### スポーツ
- 愛知大学野球連盟に加盟している。
- 愛知県大学サッカーリーグ所属。2012年に準優勝、2013年に第3位の結果を残す。
- 2015年、チアリーディング部が第20回中部チアリーディング選手権大会自由演技で総合優勝。規定演技で総合第一位、<Aチーム>DIVISION1 大学部門で優勝、<Bチーム>DIVISION2で優勝[12]。
- 2016年、いわて国体冬季大会にスキー競技大回転及びスピードスケートに個人戦の出場者を輩出。
- 2023年、マイナビDANCEALIVE2023において愛知淑徳大学「クラシックインディアン響」が予選1位、中部代表としてFINALに進出。[13]

## 福利厚生施設

### 長久手キャンパス
- 6号棟1階（コミュニケーションホール）
  - マルシェ（食堂・売店）
  - 証明写真機
- 10号棟2階
  - サロン・シーボー（食堂）
  - セブン-イレブン NBS愛知淑徳大学店
  - セブン銀行ATM
- 緑風館（食堂）
- 4号棟渡り
  - 白扇（売店）
- 移動販売Ⅰ
  - 9号棟前
- 移動販売Ⅱ
  - センタースクエア
- 愛知淑徳大学クリニック
  - 診療科目 眼科／耳鼻咽喉科／心療内科・精神科／内科・糖尿病内科／整形外科・リハビリテーション科／(言語聴覚療法、栄養指導)
  - 大学後援会に加入している在学生は年間50,000円まで医療費無料で受診が出来る。

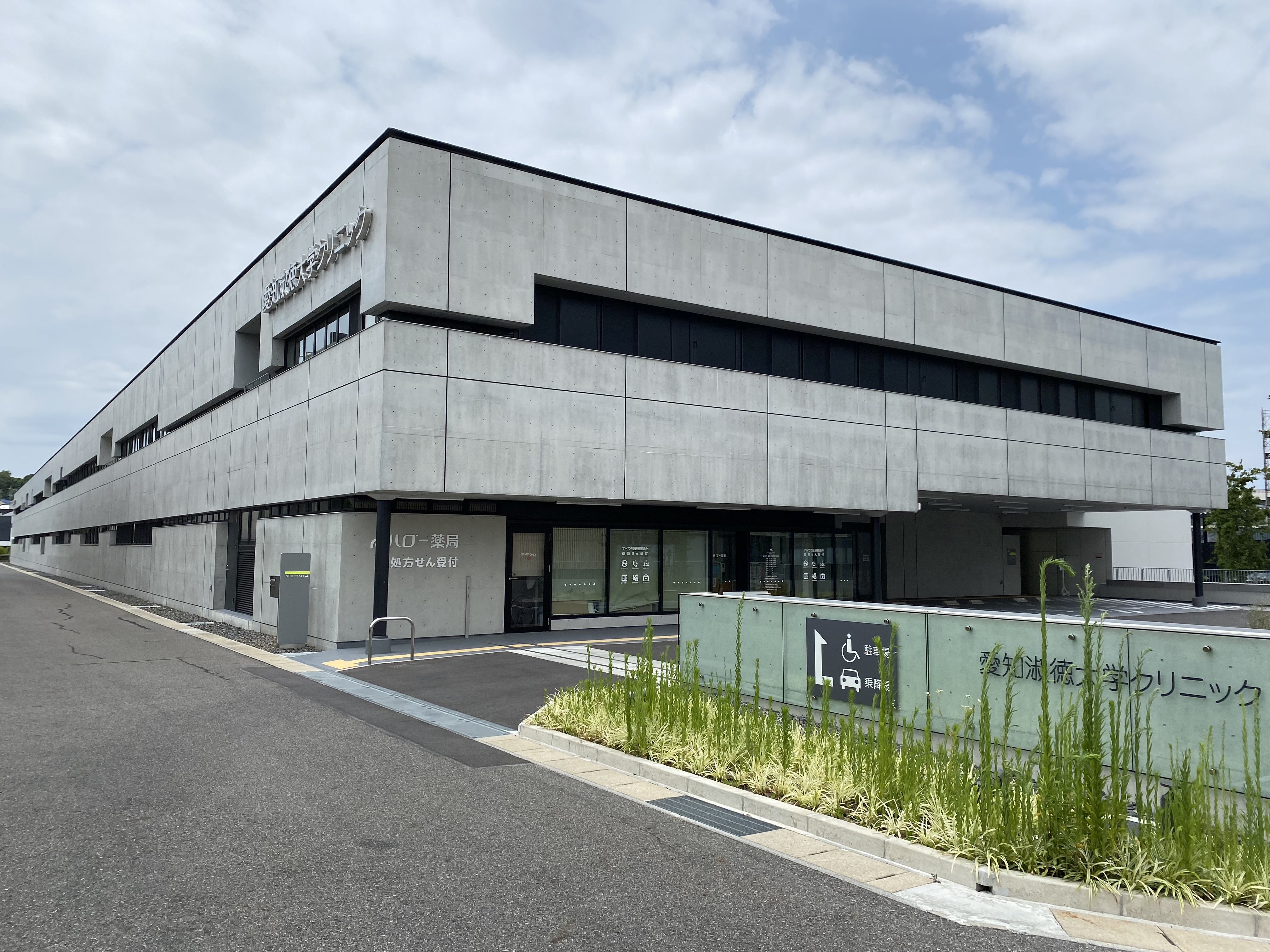
愛知淑徳大学クリニック(13号棟)

大学生協は入っていない。

### 星が丘キャンパス
- 1号館4階
  - 交流ラウンジWEST（食堂）
  - Letus（売店）
- 2号館5階ロビー
  - 証明写真機
- 5号館4階
  - 交流ラウンジEAST（食堂）
- 移動販売A・B
  - 1号館1階　横

## 大学関係者

### 大学関係者一覧
- 愛知淑徳大学の人物一覧

女子大時代から伝統的にアナウンサーになる卒業生が多い傾向にあった。1980年代後半から90年代にかけて、名古屋地区のニュース番組の女性アナウンサーを愛知淑徳大学・短期大学出身者が占めていた時代もあった。その他、上場企業社長、歌人、小説家、漫画家、芸能人、棋士、ヨーヨーパフォーマーなど、各界で多種多様な才能を発揮している卒業生がいる。
なお、2025年7月の参議院議員選挙において、文学部英文学科卒業生の杉本純子氏が当選を果たし、大学初の参議院議員を輩出した。

## 関係組織

### 同窓会「桜楓会(おうふうかい)」
- 1979年3月 同窓会「淑楓会(しゅくふうかい)」発足。
- 2000年 長久手キャンパス敷地内に同窓会事務室「淑楓館」竣工

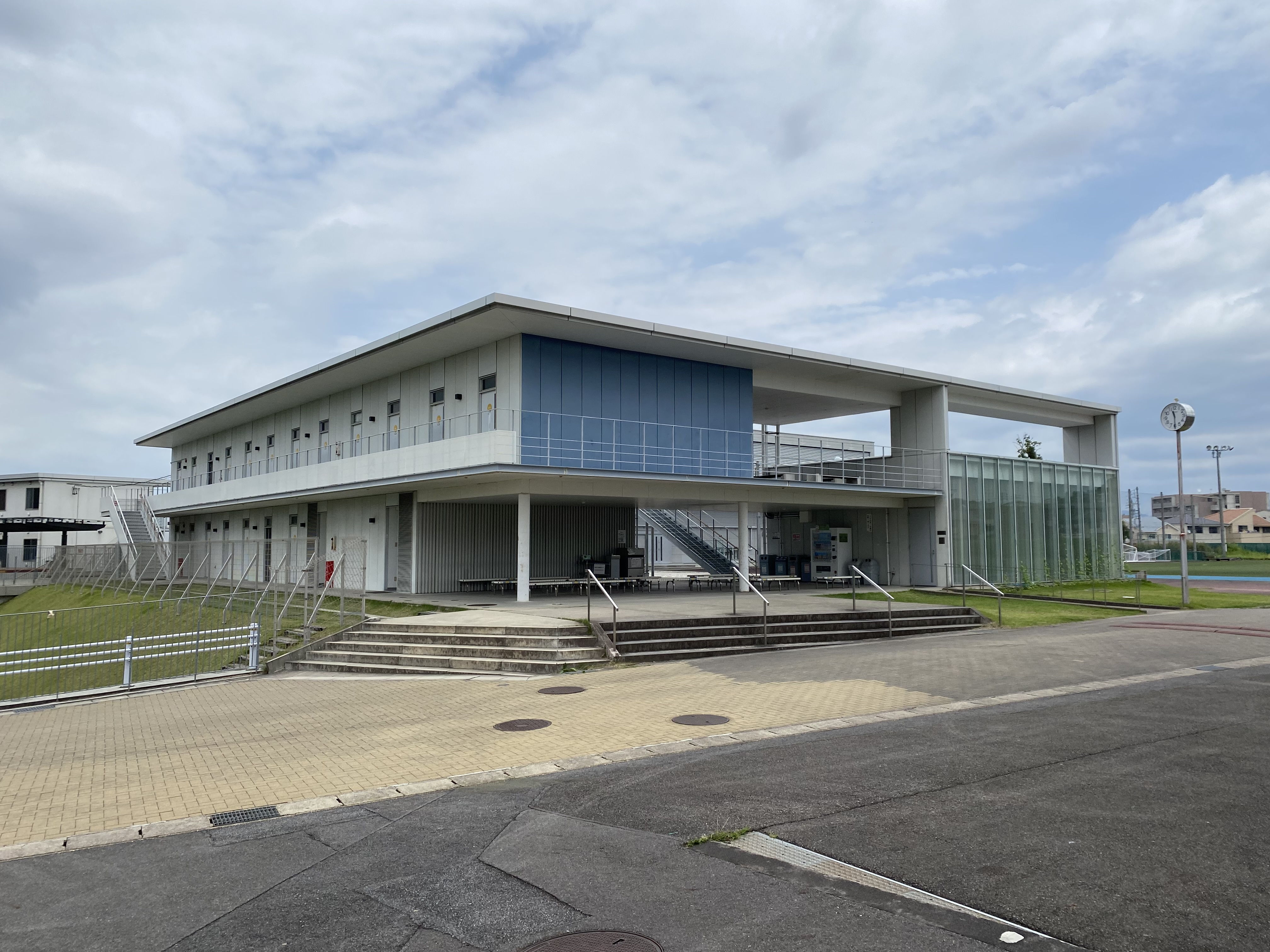
同窓会事務室「淑楓館」(右側1階部分が同窓会事務室)

- 2015年4月 愛知淑徳短期大学同窓会「淑桜会」を吸収合併する形で愛知淑徳大学同窓会「桜楓会」へと組織及び名称を変更。

活動内容
- 総会・ホームカミングパーティ…毎年9月に名古屋市内の有名ホテルで各界著名人・歌手・演奏家等をゲストに迎え、開催。
- 「同窓会だより」発行
- 演劇・歌舞伎・コンサート等のチケット優待
- 課外授業…文学作品ゆかりの地等を巡るバスツアー
- 在校生、留学生別科生への給付型奨学金の支給

### 不動産・淑徳桜楓会
- 不動産業界に籍を置く愛知淑徳大学、愛知淑徳短期大学卒業生で構成。2015年4月6日設立。東海地区不動産会に所属。

### 教志会
2015年8月、延べ1,000人を超える教育関係者を輩出してきた実績を背景に、教職を志望する在学生・卒業生と、教職に就く卒業生・就いていた卒業生が交流出来る場所を作る目的で結成された。

## キャンパス

### 長久手キャンパス
愛知淑徳大学のメインキャンパス。使用学部は文学部、教育学部、人間情報学部、心理学部、創造表現学部、健康医療科学部、福祉貢献学部、建築学部
- 校地面積 16,620.05㎡
- 校舎面積   84,053.16㎡(新国際交流会館含む)
- その他建物面積 7,979.20㎡(アースメック、旧国際交流会館含む)
- 2017年4月開設予定である健康医療科学部健康栄養学科の専用棟建設のため、2015年に1号棟西側の公道を挟んだ土地を取得。

- アクセス
  - 名古屋市営地下鉄東山線本郷駅より名古屋市営バス「猪高緑地」行き終点「猪高緑地」下車（時間帯によっては貸切バスもあり）
  - 名古屋市営地下鉄鶴舞線・名鉄豊田線赤池駅よりスクールバス（学生証提示により乗車可能）
  - 名古屋市営地下鉄東山線藤が丘駅3番出口すぐ名鉄バス「愛知淑徳大学線」（長久手キャンパスへの直通路線）
  - 名鉄バスセンターより名鉄バス（都市間高速バス愛知学院大学行き）で「愛知淑徳大学南」（特急便の場合）「弁天池」（香久山経由の場合。こちらは栄（オアシス21）からも乗車可能）下車
  - 名古屋市営地下鉄東山線星ヶ丘駅または藤が丘駅より名鉄バス（一般路線）で「長湫片平」下車（星ヶ丘 - 藤が丘または藤が丘 - 愛知学院大学）
  - 名古屋市営地下鉄鶴舞線・名鉄豊田線赤池駅または東部丘陵線（リニモ）長久手古戦場駅より名鉄バス「日進中央線」で「愛知淑徳大学南」下車（赤池駅 - 長久手古戦場駅）
  - 東部丘陵線（リニモ）杁ヶ池公園駅より長久手市コミュニティバス（N-バス）「西部循環線」で「淑徳大学」下車

### 星が丘キャンパス
元は愛知淑徳短期大学のキャンパスだったが、同短大の廃止によって愛知淑徳大学星が丘キャンパスとなった。使用学部等はビジネス学部、交流文化学部、グローバル・コミュニケーション学部及び留学生別科。
- アクセス
  - 名古屋市営地下鉄東山線星ヶ丘駅3番出口より徒歩3分
- 1号館は星が丘キャンパスのランドマーク。周囲の街並みや自然との融和やバリアフリーを取り入れており「第36回中部建築賞」「第12回愛知まちなみ建築賞」を受賞している。図書館や講義室などの施設が入っている。
- 両キャンパスを結ぶスクールバスが運行されている[15]。

## 対外関係

### 他大学(海外)
- ミシシッピ女子大学
- グラーツ大学
- オックスフォード・ブルックス大学
- 南京師範大学
- ウエスト・バージニア大学
- 北京大学
- 北京師範大学
- 東亜大学校
- 梨花女子大学校
- キャンベラ大学
- CQ大学
- 天津外国語学院
- 大邱カトリック大学校
- ハンブルク大学
- 国立木浦大学校
- リーズ大学
- CSCG（The Civil Society Consulting Group LLC）
- チェンマイ大学
- ホーチミン市社会科学人文大学

### 他大学(国内)
- 愛知学長懇話会で「単位互換に関する包括協定」が締結されており、愛知県内の他の4年制大学の授業を履修すると、所属する大学で単位認定されるという制度がある[16]。
- 放送大学学園と単位互換協定を結んでおり、放送大学で取得した単位を卒業に要する単位として認定することができる[17]。

## 系列学校
- 愛知淑徳中学校・高等学校
- 愛知淑徳短期大学(廃止)